# Ko Chang
Ko Chang (in lingua thailandese: เกาะช้าง, trascrizione IPA: kɔʔ tɕʰaːŋ, trascritta anche Koh Chang) è un'isola della Thailandia situata nel golfo del Siam.
È la seconda isola del paese per estensione e la maggiore dell'arcipelago del Parco Nazionale Mu Ko Chang, che comprende 52 isole. Si trova nella regione centro-orientale del paese, di fronte a Trat, che è il capoluogo dell'omonima provincia in cui Ko Chang si trova, vicino al confine con la Cambogia.
Conta all'incirca 8.000 residenti e la sua economia è basata soprattutto sul turismo, praticato tutto l'anno e per il quale l'isola è ricca di attrezzature e impianti. Altra fonte di introito è rappresentata dalla pesca.
Tra le più importanti spiagge di Ko Chang, vi sono White sand beach nella zona ovest e Lonely beach nella zona sud-ovest.

## Suddivisione amministrativa

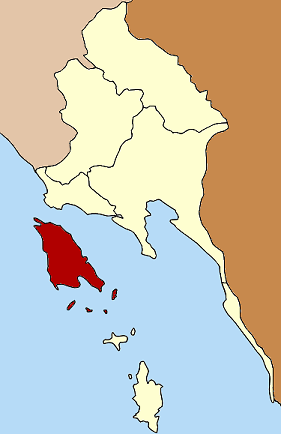
Distretto di Ko Chang nella provincia di Trat

Ko Chang, assieme ad alcune isole minori dell'arcipelago, forma il Distretto di Ko Chang, uno dei 7 in cui si divide la provincia di Trat. Le altre isole dell'arcipelago formano il Distretto di Ko Kut.
Il distretto (amphoe) di Ko Chang è suddiviso in 2 sottodistretti (tambon), che a loro volta comprendono 9 villaggi (muban).
Il tambon Ko Chang ha una popolazione di 3.010 abitanti suddivisa nei 4 villaggi di Ban Khlong Nonsi, Ban Dan Mai, Ban Khlong Son e Ban Khlong Phrao. Il tambon Ko Chang Tai (เกาะช้างใต้), ha una popolazione di 2.346 abitanti suddivisa nei villaggi di Ban Salak Phet, Ban Salak Phet Nuea, Ban Salak Khok, Ban Chek Bae e Bang Bao (dati del gennaio 2012).